# Reifezahl
Die Reifezahl von Maissorten ist eine Kennzahl zur Feststellung der benötigten Sonnenenergie, um die nutzungsspezifische Reife der Pflanzen zu erreichen.

## Allgemein
Die Reifezahl ersetzte 1998 die FAO-Zahl, die sich auf die Reife von Körnermais bezog und zur Unterscheidung der weltweiten Maissorten von der Ernährungs- und Landwirtschaftsorganisation der Vereinten Nationen (FAO) entwickelt wurde. Vom Bundessortenamt (BSA) wurde für die FAO-Zahl nur der Trockensubstanzgehalt (TS) TS-Gehalt des Kolbens herangezogen. Die Reifezahl wird dagegen sowohl für Körner- als auch die Siloreife von Sorten festgestellt und mit entsprechenden Zahlen angegeben.
Das weltweite Maissortiment wird durch eine dreistellige Zahl in neun Reifegruppen von 100 bis 900 eingeteilt. Für die Verhältnisse in Deutschland kommen Sorten mit einer Reifezahl von 170 bis 350 in Frage. Dabei werden Sorten mit einer Reifezahl unter 240 nördlich des 50. Breitengrades in Deutschland die Reife erreichen und südlich davon auch Sorten bis 350 abreifen können.
Die Problematik für die Sortenwahl liegt darin begründet, dass das genetische Ertragspotential der Sorten mit hoher Reifezahl hoch ist, aber die entsprechende Abreife nur mit entsprechender Sonnenenergie erreichbar ist. Details zur weiteren Einordnung finden sich beim Deutschen Maiskomitee.